# Genyophryne thomsoni
Genyophryne thomsoni is een kikker uit de familie smalbekkikkers (Microhylidae). De soort werd voor het eerst wetenschappelijk beschreven door George Albert Boulenger in 1890. Het is de enige soort uit het geslacht Genyophryne. De soortaanduiding thomsoni is een eerbetoon aan Basil Thomson.
Genyophryne thomsoni komt voor in delen van Azië en leeft endemisch in Papoea-Nieuw-Guinea. De kikker komt nog algemeen voor, omdat het verspreidingsgebied in afgelegen gebieden is gesitueerd, staat de soort waarschijnlijk niet onder druk. De kikker wordt door de lokale bevolking 'geplant' vanwege de veronderstelde verhoging van de vruchtbaarheid van het land, maar dit is waarschijnlijk niet van grote invloed op de aantallen van de soort.
Aphantophryne · 
Asterophrys · 
Austrochaperina · 
Barygenys · 
Callulops · 
Choerophryne · 
Cophixalus · 
Copiula · 
Gastrophrynoides · 
Genyophryne · 
Hylophorbus · 
Liophryne · 
Mantophryne · 
Metamagnusia · 
Oninia · 
Oreophryne · 
Oxydactyla · 
Paedophryne · 
Pseudocallulops · 
Sphenophryne · 
Xenorhina